# Tour du Marché
La tour du marché (ou Tour du Petit-Sault) est un ouvrage défensif de l'enceinte de la ville de Langres, en France

## Généralités
La tour est située sur le territoire de la ville de Langres, dans le département de la Haute-Marne, en région Grand-est, en France. Elle est positionnée sur l'enceinte de la ville de Langres, à l'angle nord-ouest de celle-ci. Véritable bastion et bâtie sur une pente abrupte, elle avait pour but de surveiller les environs et de protéger l'accès nord-ouest de la ville et la route de Paris.

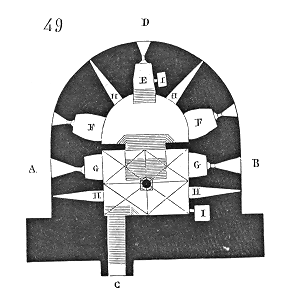
Plan transversal de la tour selon Viollet-le-Duc

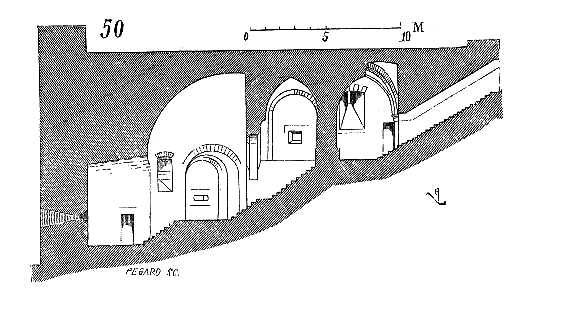
Plan longitudinal de la tour selon Viollet-le-Duc

## Historique
La construction de l'ouvrage remonte au XVIe siècle, possiblement entre 1517-1521.
La tour est classée pour son intérieur par arrêté du 11 décembre 1908 et pour son extérieur  par arrêté du 20 août 1913.

## Description
La tour est construite sur un terrain en pente abrupte dont elle épouse le profil. C'est une tour bastionnée qui était destiné à accueillir des pièces d'artillerie. La tour est en forme de U, aux flancs allongés et contient deux salles reliées entre elles par un escalier monumental ; chaque salle pouvait contenir cinq bouches à feu. D'autres emmarchements sont présents afin de suivre la déclivité de la pente.
Les voûtes à croisées d'ogive sont soutenues par un pilier central cylindrique au centre des pièces. Un arc-doubleau portant sur deux têtes de murs sépare la première travée de la seconde qui est voûtée en cul-de-four.
Les dimensions sont d'environ 20 mètres de diamètre, 18 mètres de hauteur ; Les murs à bossage ont une épaisseur de 7 mètres, permettant de résister à des tirs d'artillerie.